# Alvin Stardust
Alvin Stardust (født som Bernard William Jewry 27. september 1942 i Muswell Hill, London, død 23. oktober 2014) var en engelsk sanger og skuespiller.
Familien Jewry flyttede til Mansfield i Nottinghamshire, mens Bernard stadig var lille. Her debuterede han på scenen i en pantomime – 4 år gammel.
I de tidlige tressere optrådte han under navnet Shane Fenton sammen med gruppen The Fentones og havde en række hits på den engelske singlehitliste. Lyden var baseret på Cliff Richard og The Shadows. Shane Fenton optrådte i denne periode i Billy Fury-filmen Play it Cool.
I starten af halvfjerdserne vendte han tilbage, da Peter Shelley udviklede karakteren Alvin Stardust med reference til David Bowies karakter Ziggy Stardust, der igen var baseret på den britiske sanger Vince Taylor. Peter Shelley skrev og indsang sangen "My Coo-Ca-Choo", men Shelley havde intet ønske om at optræde som Alvin Stardust, og da sangen begyndte at blive spillet på radiostationerne og at sælge, var det nødvendigt at finde en person, der kunne optræde som Alvin Stardust, bl.a. på BBC's Top of the Pops. Magnet Records gik derfor på jagt efter en person, der kunne overtage karakteren Alvin Stardust og valget faldt på Bernard William Jewry. Som Vince Taylor blev Jewry/Shane Fenton udstyret med sorte læderbukser, læderjakke og læderhandsker og med en "hårrejsende" frisure og bakkenbarter slog han igennem under sit nye kunstnernavn.
Successen varede fra 1973 til 1975. Derefter blev der stille omkring ham, indtil begyndelsen af firserne, hvor han fik kontrakt med det progressive pladeselskab Stiff Records og fik en række hits frem til 1984.
I 1985 deltog han i det engelske melodi grand prix med sangen Clock on the Wall. Han endte på tredjepladsen.
Derefter skiftede han til musical-genren og var bl.a. med i Godspell og David Copperfield – The Musical. Ved siden af optræder han ved glamrock revivals.
Alvin Stardust døde i oktober 2014 af prostatacancer.

## Diskografi
Som Shane Fenton & The Fentones:
- "I'm A Moody Guy" – 1961 – UK # 22
- "Walk Away" – 1962 – UK # 38
- "It's All Over Now" – 1962 – UK # 29
- "Cindy's Birthday" – 1962 – UK #19

Som Alvin Stardust:
- "My Coo-Ca-Choo" – 1973 – UK # 2
- "Jealous Mind" – 1974 – UK # 1
- "Red Dress" – 1974 – UK # 7
- "You You You" – 1974 – UK # 6
- "Tell Me Why" – 1974 – UK # 16
- "Good Love Can Never Die" – 1975 – UK # 11
- "Sweet Cheatin' Rita" – 1975 – UK # 37
- "Pretend" – 1981 – UK # 4
- "A Wonderful Time Up There – 1981 – UK # 56
- "I Feel like Buddy Holly" – 1984 – UK # 7
- "I Won't Run Away" – 1984 – UK # 7
- "So Near To Christmas" – 1984 – UK # 29
- "Got a Little Heartache" – 1985 – UK # 55

## Eksterne links
- Alex Gitlins Alvin Stardust-side
- Nekrolog i The Guardian